# Bloemhof (Rotterdam)
Bloemhof is een vooroorlogse woonwijk in het Rotterdamse stadsdeel Feijenoord met 14.245 inwoners (2020). De wijk wordt begrensd door de Putselaan en de Hillevliet in het noorden, de Groene Hilledijk in het oosten, de Strevelsweg in het zuiden en de Dordtselaan in het westen. Bloemhof is een multinationale wijk met bewoners van meer dan 150 verschillende nationaliteiten.
De wijk wordt doorsneden door de Lange Hilleweg, een langgerekte singel. De buurten ten noorden van de Lange Hilleweg bestaan uit portiekwoningen van drie à vier verdiepingen hoog, ten zuiden van de Lange Hilleweg overheerst de laagbouw.
Het grenst in het zuiden aan de Beijerlandselaan, wat voor de bouw van Zuidplein nog de grootste winkelstraat was van Rotterdam-Zuid, en in het noorden aan metrostation Maashaven.

## Demografie
Bloemhof was in het begin van de twintigste eeuw een woonwijk voor arbeidsmigranten uit Zeeland en Noord-Brabant die naar Rotterdam verhuisden om te werken in de groeiende Rotterdamse haven. In de jaren 1960 en 1970 kwamen veel Turkse en Marokkaanse arbeiders die in de haven werkten naar Bloemhof nadat ze hun gezinnen lieten overkomen uit hun thuisland.
| Achtergrond inwoners Bloemhof             | Aantal | %     |
| ----------------------------------------- | ------ | ----- |
| Turken                                    | 3.290  | 23,10 |
| Autochtonen                               | 3.260  | 22,89 |
| Marokkanen                                | 1.585  | 11,13 |
| Surinamers                                | 1.350  | 9,48  |
| Antillianen                               | 895    | 6,28  |
| Westerse migratieachtergrond              | 2.005  | 14,08 |
| Overige Niet-Westerse migratieachtergrond | 1.860  | 13,06 |
|                                           |        |       |
| Totaal Niet-Westerse migratieachtergrond  | 8.980  | 63,04 |
| Totaal migratieachtergrond                | 10.985 | 77,11 |
| Totaal inwoners                           | 14.245 | 100   |

## Gebouwen

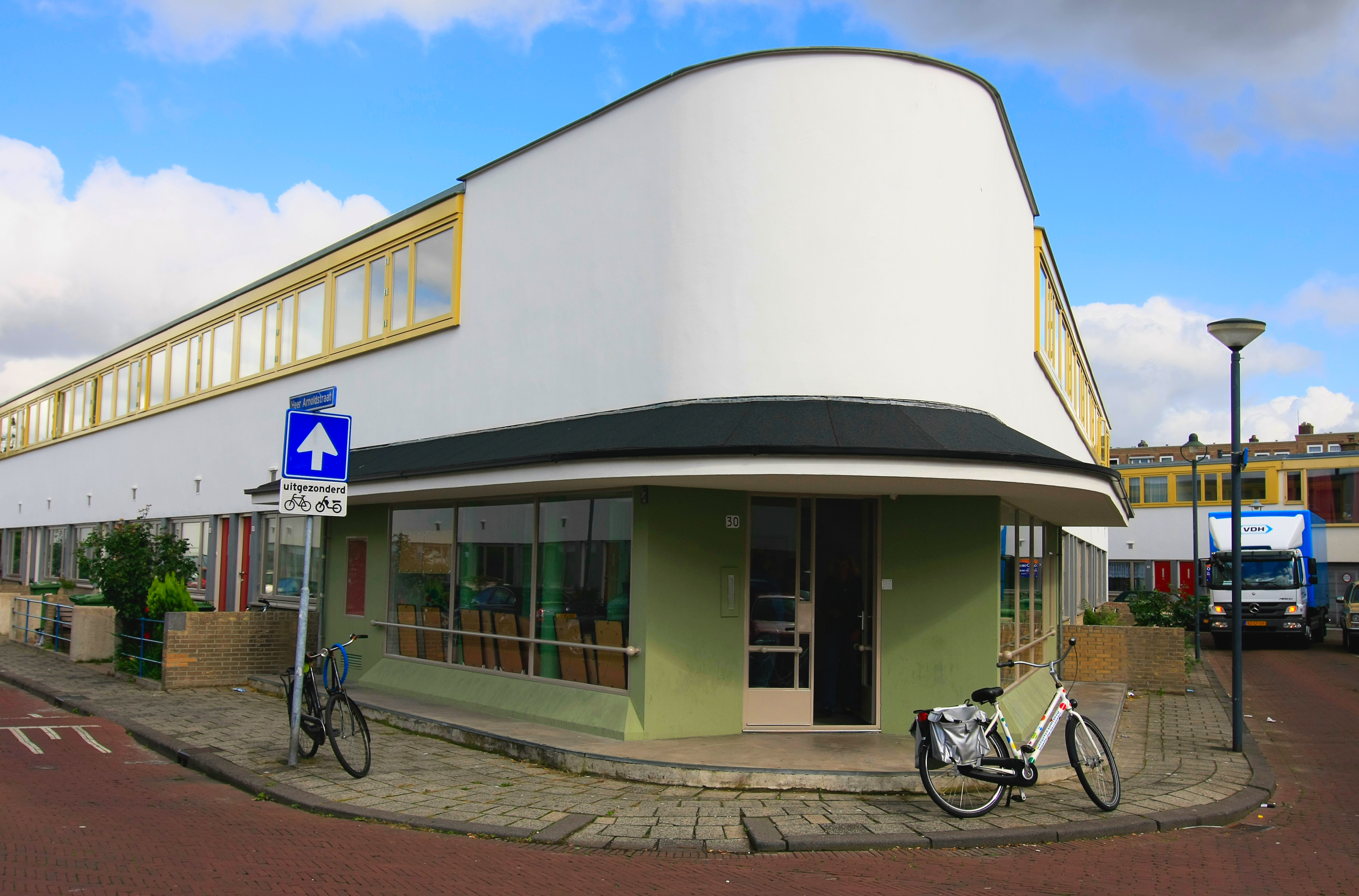
Winkelpand in de Kiefhoek

In Bloemhof is begin jaren '20 geëxperimenteerd met gietbetonbouw bij de door architect F.G.C. (Frans) Hulsbosch ontworpen complexen Kossel I en II, een van de vroegst bekende voorbeelden van betonbouw toegepast voor woningbouw. Dit werd ingegeven door de wens van de socialistische wethouder Arie Heijkoop om goedkope arbeiderswoningen te realiseren. Beide complexen zijn vernoemd naar de Duitser Paul Kossel, bedenker van het bouwsysteem. Zijn firma voerde het werk uit van 1921-1924. Een deel van de 1100 woningen is inmiddels gesloopt. Het in stand gebleven Kossel I is gerenoveerd en opgenomen in het register van gemeentelijke monumenten. Het project vormt een zeer vroeg voorbeeld van het Nieuwe Bouwen in Nederland. 
Een ander project in Bloemhof is de Kiefhoek van architect J.J.P. Oud dat is aangewezen als rijksmonument. Bloemhof kent meerdere inschrijvingen in het Rijksmonumentenregister, hoewel ze allemaal bij de Kiefhoek en de Patrimonium's Hof horen.

## Probleemwijk
Net als aangrenzende wijken staat Bloemhof bekend als probleemwijk. De wijk stond ooit op nummer 4 in een top 20 van probleemwijken van Nederland volgens VROM. Met name het gebied rond de Dordtselaan heeft een slechte naam. Bloemhof heeft al sinds de introductie van de Rotterdamse veiligheidsindex, die de veiligheid van Rotterdamse wijken een cijfer geeft op een schaal van 1 tot 10, een lage score. Deze bedroeg 3.9 in 2002, in 2006 ging dat naar 5.5, maar in 2013 was dat weer gezakt naar 4.6.

### Overlast
Bloemhof is een wijk met relatief veel jonge bewoners, in de wijk hebben 22% van de huishoudens kinderen (Rotterdams gemiddelde is 19%) en maar 10% van de bevolking is ouder dan 65 jaar (15% gemiddeld in Rotterdam). Groepen met hangjongeren zorgen voor overlast op de pleinen, ze vandaliseren eigendommen van bewoners, vallen deze lastig en zijn soms gewelddadig tegen politie en andere hulpverleners.

### Vuurwapengeweld
Bloemhof was in 2010 landelijk in het nieuws toen een 45-jarige man en zijn 18-jarige zoon werden neergeschoten nadat ze een wildplasser hadden aangesproken die tegen een huis aan stond te urineren. De Rotterdamse burgemeester kwam in de wijk op bezoek om met bewoners en de familie van de neergeschoten vader en zoon te praten. Vuurwapengeweld bleef een probleem in Bloemhof en sommige andere wijken van Rotterdam-Zuid, volgens bewoners wordt er regelmatig op straat geschoten. Een groep bewoners van Bloemhof en Hillesluis begon in 2018 een actie die ze "Wapens De Wijk Uit" noemden.

## Wijkaanpak
Delen van Bloemhof zijn inmiddels grondig onder handen genomen. Zo heeft de Lange Hilleweg een metamorfose ondergaan als onderdeel van het gemeentelijke Singelplan. Daardoor is er meer groen en ruimte voor voetgangers langs deze singel gekomen. In de wijk komt nieuwbouw op gang.
De gemeente probeert door middel van gentrificatie nieuwe bewoners aan te trekken en weinig vermogenden te weren uit de wijk. Zo werd het oostelijke deel van de Putsebocht, wat al langere tijd een punt van discussie was doordat het voor het grootste deel verpauperd was, volledig gesloopt en is er nieuwbouw voor in de plaats gekomen. Er zijn plannen om meerdere gebouwblokken in Bloemhof te slopen en te vervangen met nieuwbouw, het Dahliablok is een van die gebouwblokken en is meerdere malen in het nieuws gekomen. Omdat de meeste woningen in dat blok in particulier bezit zijn, probeert de gemeente de woningen te kopen om met de sloop te kunnen beginnen.
Ook probeert de gemeente Rotterdam problematische bewoners te weren uit probleemwijken, waaronder Bloemhof. Zo is een huisvestigingsvergunning (HVV) nodig om in Bloemhof een huis te kunnen huren. Hiervoor moet je minimaal zes jaar in Rotterdam hebben gewoond en inkomen uit werk hebben. Bloemhof is een van de vijf wijken in Rotterdam waar dit van toepassing is.

## Openbaar vervoer
De RET-buslijnen 66, 75 en 77 en de RET-tramlijnen 2, 3 en 5 en de RET-metrolijnen D en E stoppen in de buurt van Bloemhof. Bloemhof grenst in het noorden aan het metrostation Maashaven. Tramhaltes Hillevliet en Putsebocht liggen in Bloemhof en tramhalte Randweg en Sandelingplein liggen net buiten Bloemhof. Ook zijn er bushaltes bij de Strevelsweg, Lange Hilleweg, Sandelingplein en Randweg. Bushalte Hillevliet ligt ook net buiten Bloemhof.

## Afbeeldingen

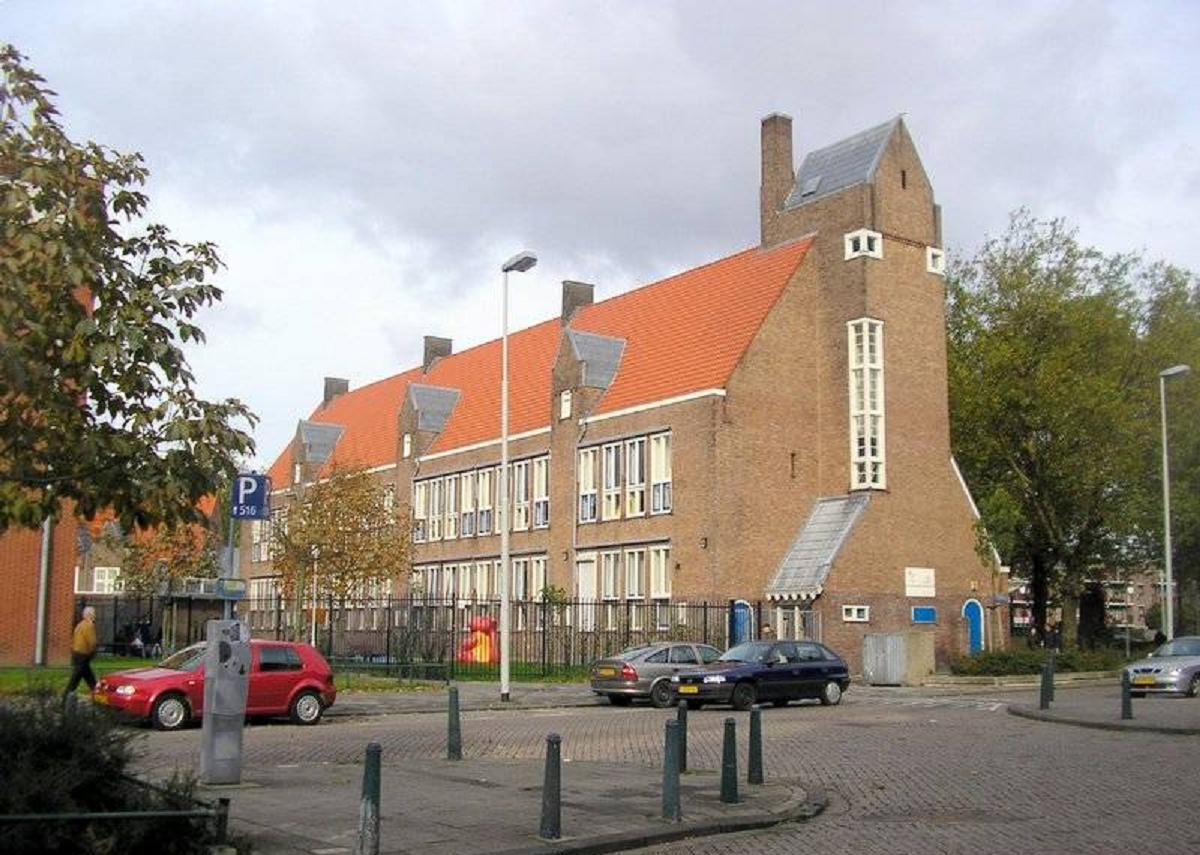
Openbare basisschool Bloemhof aan de Putsebocht.
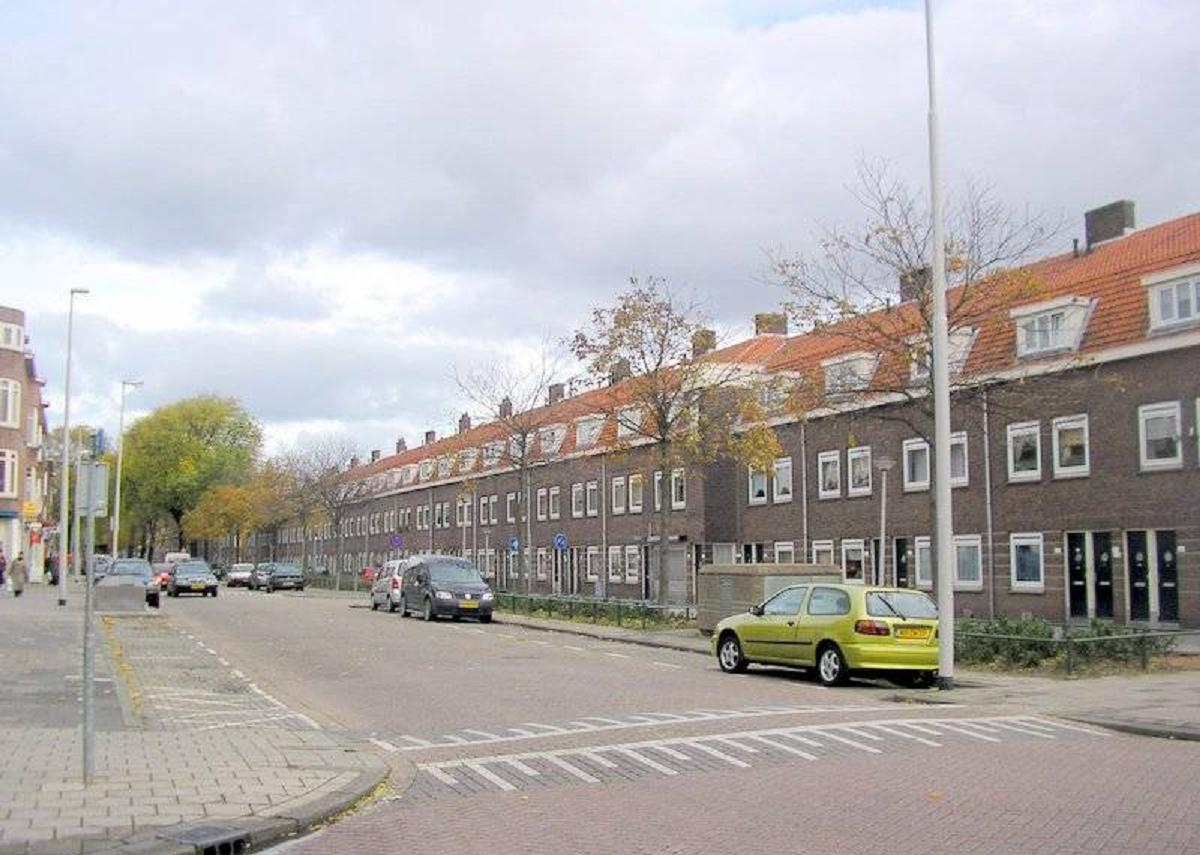
Putsebocht.
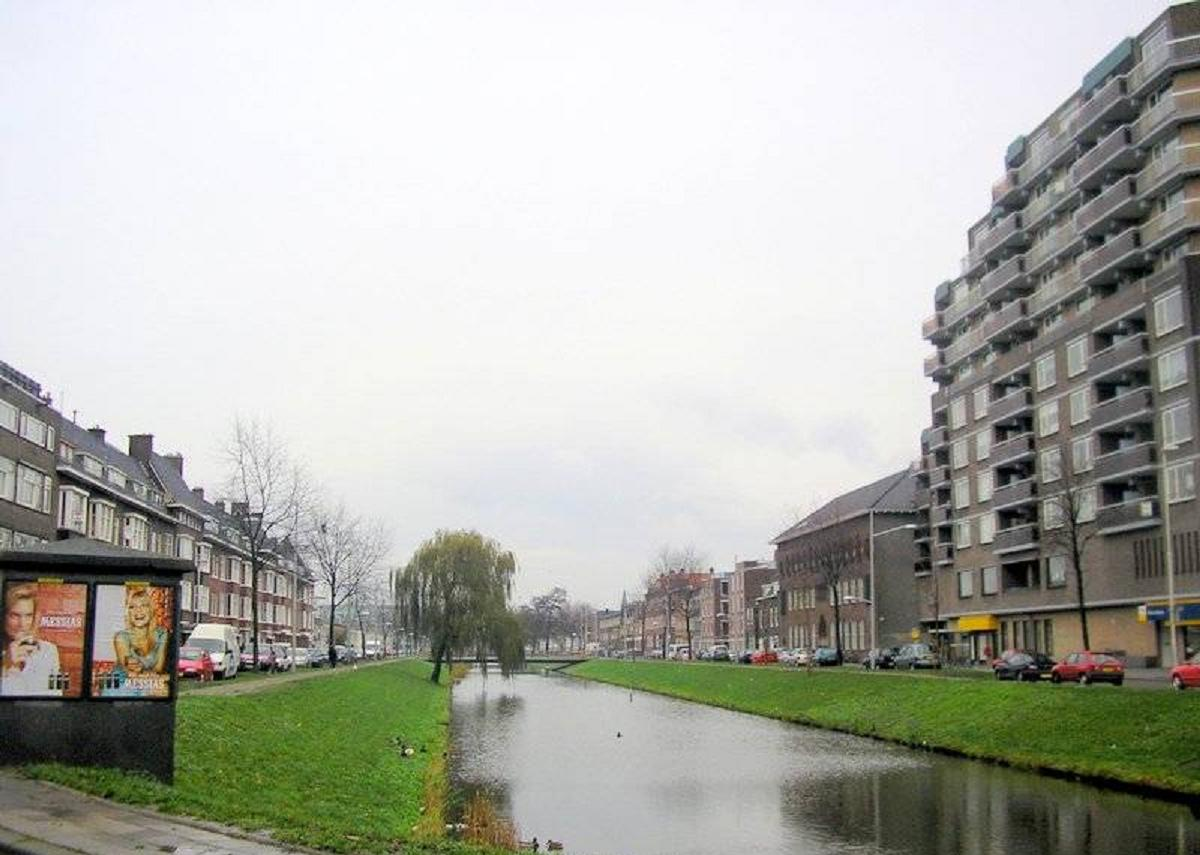
Lange Hilleweg.
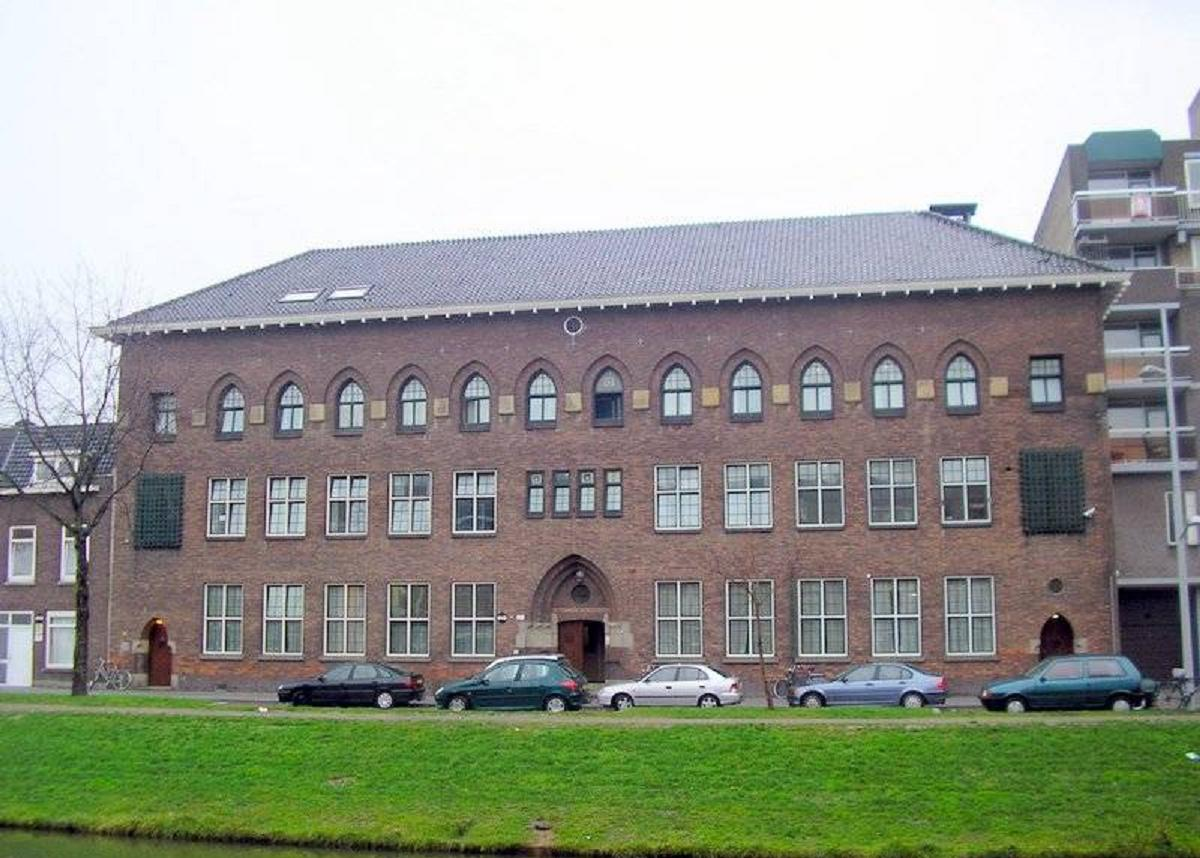
Voormalig klooster St.Theresia uit 1927.
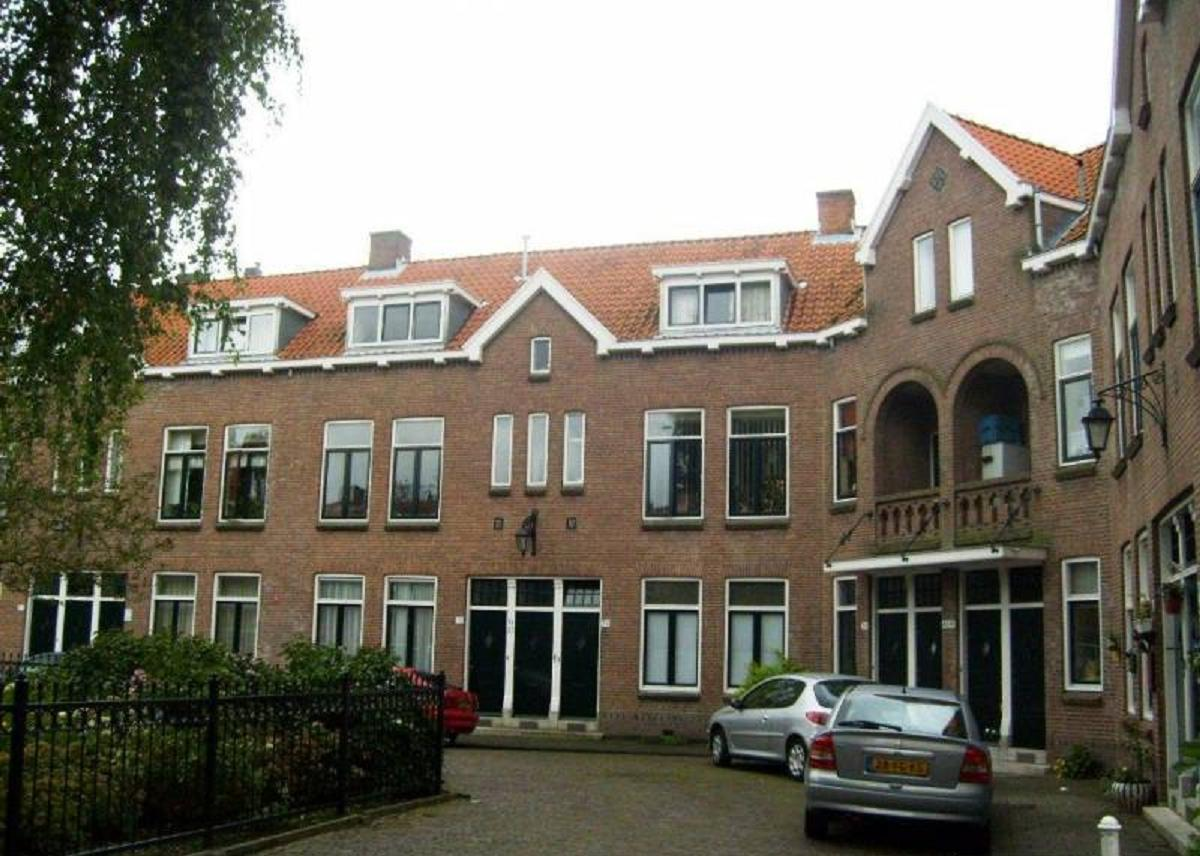
Gedeelte Patrimonium´s Hof uit 1916.
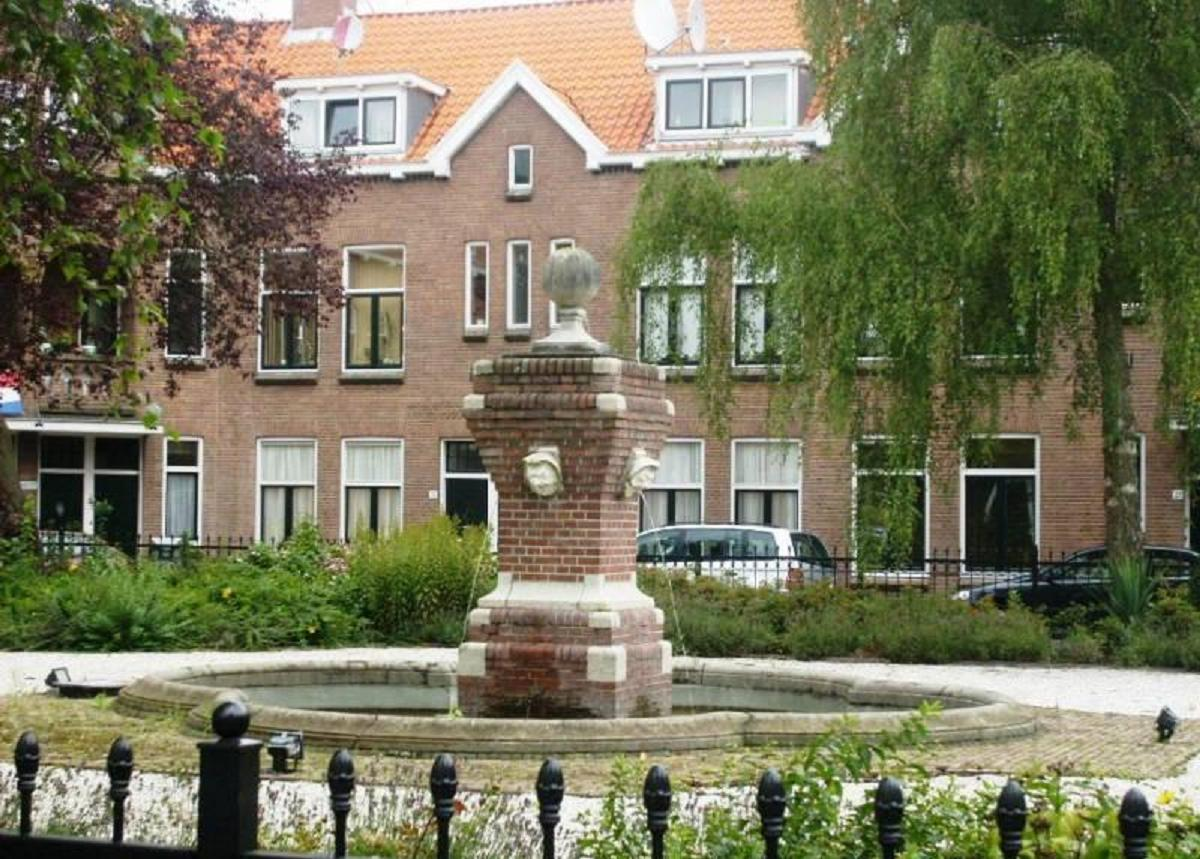
Fontein bij de Patrimonium´s Hof uit 1916.

- Virtual International Authority File: 238135781

Afrikaanderwijk · 
Bloemhof · 
Feijenoord · 
Hillesluis · 
Katendrecht · 
Kop van Zuid · 
Noordereiland ·
Vreewijk
Rotterdam Centrum ·
Rotterdam-Noord ·
Rotterdam-Oost ·
Rotterdam-West ·
Rotterdam-Zuid ·
110-Morgen ·
Afrikaanderwijk ·
Agniesebuurt ·
Bergpolder ·
Beverwaard ·
Blijdorp ·
Blijdorpse polder ·
Bloemhof ·
Boomgaardshoek ·
Bospolder-Tussendijken ·
CS-kwartier ·
Carnisserbuurt ·
Cool ·
Crooswijk ·
De Esch ·
De Veranda ·
Delfshaven ·
Delfshaven-Schiemond ·
Dijkzigt ·
Feijenoord ·
Gadering ·
Groenenhagen-Tuinenhoven ·
Groot-IJsselmonde ·
Heijplaat ·
Het Lage Land ·
Hillegersberg ·
Hillesluis ·
Homerusbuurt ·
Hordijkerveld ·
Kandelaar ·
Karl Marxbuurt ·
Katendrecht ·
Kiefhoek ·
Kleinpolder ·
Kleiwegkwartier ·
Kop van Zuid ·
Kralingen ·
Kralingse Veer ·
Kreekhuizen ·
Landzicht ·
Liskwartier ·
Lloydkwartier ·
Lombardijen ·
Meeuwenplaat ·
Middelland ·
Middengebied ·
Millinxbuurt ·
Molenlaankwartier ·
Molièrebuurt ·
Nesselande ·
Nieuw Engeland ·
Nieuw-Mathenesse ·
Nieuwe Westen ·
Nooddorp ·
Noordereiland ·
Ommoord ·
Oosterflank ·
Oud-Charlois ·
Oud-IJsselmonde ·
Oud-Mathenesse ·
Oude Noorden ·
Oude Westen ·
Oudeland ·
Overschie ·
Pendrecht ·
Prinsenland ·
Provenierswijk ·
Reyeroord ·
Rubroek ·
Sagenbuurt ·
Scheepvaartkwartier ·
Schiebroek ·
Schiemond ·
's-Gravenland ·
Smeetsland ·
Spaanse Polder ·
Spangen ·
Sportdorp ·
Stadsdriehoek ·
Struisenburg ·
Tarwewijk ·
Terbregge ·
Tussenwater ·
Varenbuurt ·
Vondelingenplaat ·
Vreewijk ·
Waalhaven ·
Westpunt ·
Wielewaal ·
Witte Dorp ·
Zalmplaat ·
Zenobuurt ·
Zestienhoven ·
Zevenkamp ·
Zomerland ·
Zuidwijk